# Keiser
Keiser é uma cidade localizada no estado americano de Arkansas, no Condado de Mississippi.

## Demografia
Segundo o censo americano de 2000, a sua população era de 808 habitantes.
Em 2006, foi estimada uma população de 769, um decréscimo de 39 (-4.8%).

## Geografia
De acordo com o United States Census Bureau, a localidade tem uma área de 0,9 km², sem área coberta por água. Keiser localiza-se a aproximadamente 69 m acima do nível do mar.

## Localidades na vizinhança
O diagrama seguinte representa as localidades num raio de 16 km ao redor de Keiser.